# Cocusträ

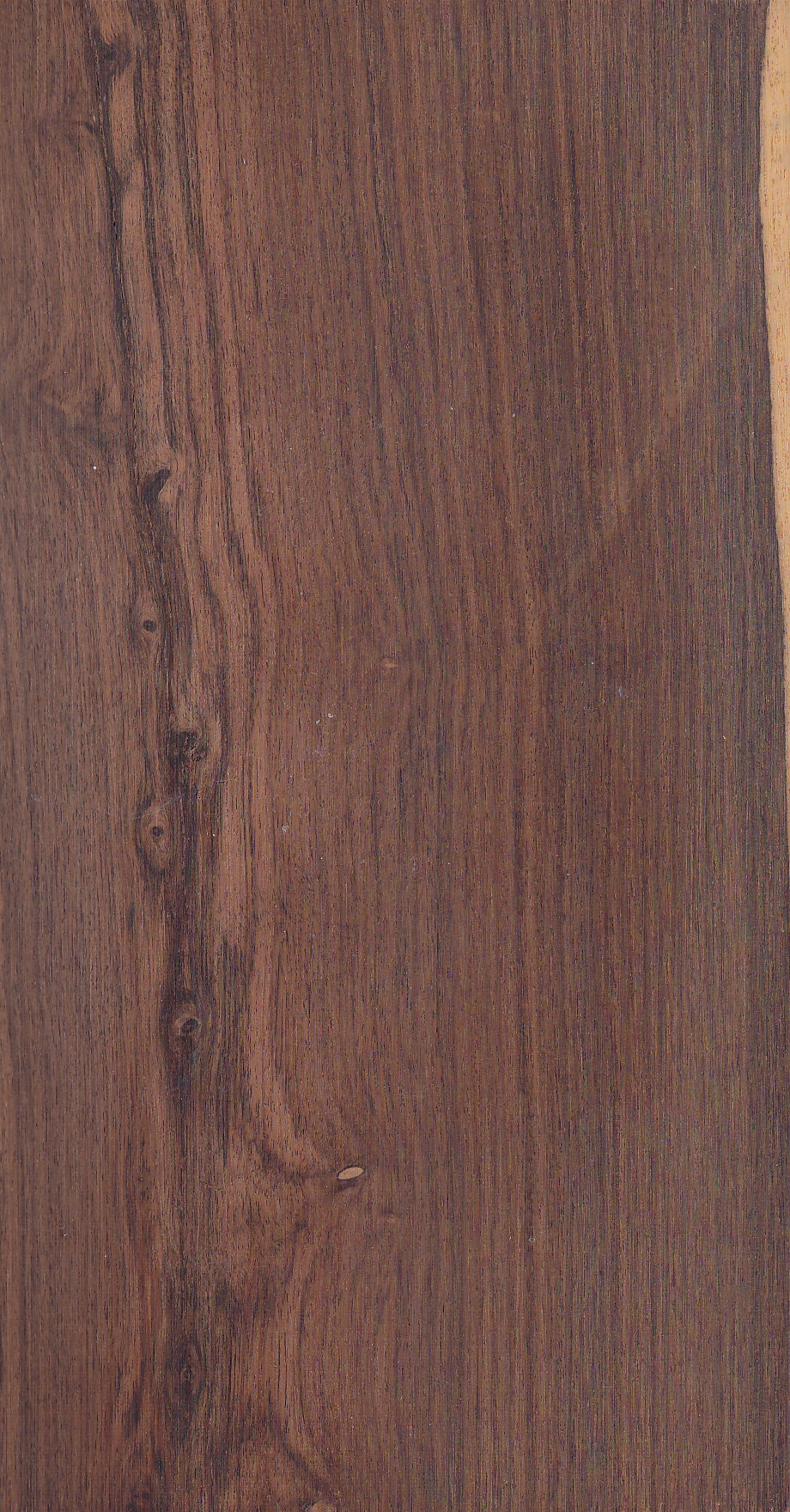
Cocus

Cocusträ  är ett träslag som erhålls från det i Mellan- och Sydamerika växande trädet Brya. Veden har gul splint och mörkt brunaktig kärnved, som är tung och mycket hård men lättkluven. Träslaget går också under namnen granadillo och falsk ebenholts.
Cocusträ har fått stor användning för tillverkning av träblåsinstrument, piphuvuden, knivskaft m m.